# Bahnstrecke Jankowa Żagańska–Przysieka
| Streckennummer: | 380 (Jankowa Żagańska–Sanice) |                                                 |                                                 |
| Streckenlänge: | 29,90 km                      |                                                 |                                                 |
| Spurweite: | 1435 mm (Normalspur)          |                                                 |                                                 |
| |                               |                                                 |                                                 |
| \| \| \| von Miłkowice \| \| \| \| 0,000 \| Jankowa Żagańska früher Hansdorf (Niederschles) \| Jankowa Żagańska früher Hansdorf (Niederschles) \| \| \| \| nach Żagań \| \| \| \| \| nach Jasień \| \| \| \| 1,091 \| bocz. Baza Paliw Apexim AB \| bocz. Baza Paliw Apexim AB \| \| \| 1,690 \| Mirostowice Dolne früher Kerzdorf \| Mirostowice Dolne früher Kerzdorf \| \| \| 4,300 \| Stawnik früher Teichdorf \| Stawnik früher Teichdorf \| \| \| \| Mirostowice Górne früher Ober Ullersdorf \| \| \| \| \| Autostrada A18 \| \| \| \| \| Witoszyn Górny früher Ober Hartmannsdorf \| \| \| \| 13,279 \| Wymiarki früher Wiesau (Niederschles) \| Wymiarki früher Wiesau (Niederschles) \| \| \| 17,717 \| Straszów früher Groß Seiten \| Straszów früher Groß Seiten \| \| \| 23,085 \| Przewóz früher Priebus \| Przewóz früher Priebus \| \| \| \| nach Horka Nord \| \| \| \| \| (Übergabestelle) \| \| \| \| 26,100 \| Pattag (Potok Lubuski) \| Pattag (Potok Lubuski) \| \| \| \| Skład Potok (ehem. Heeresmunitionsanstalt) \| \| \| \| \| \| \| \| \| 29,900 \| Lichtenberg (b Priebus) (Przysieka) \| Lichtenberg (b Priebus) (Przysieka) \| \| \| \| \| \| \| Quellen: [1][2][3][4][5] \| \| \| \| |                               |                                                 |                                                 |
| Strecke |                               | von Miłkowice                                   | von Miłkowice                                   |
| Bahnhof | 0,000                         | Jankowa Żagańska früher Hansdorf (Niederschles) | Jankowa Żagańska früher Hansdorf (Niederschles) |
| Abzweig geradeaus und nach rechts |                               | nach Żagań                                      | nach Żagań                                      |
| Abzweig geradeaus und nach rechts |                               | nach Jasień                                     | nach Jasień                                     |
| Abzweig geradeaus und nach rechts | 1,091                         | bocz. Baza Paliw Apexim AB                      | bocz. Baza Paliw Apexim AB                      |
| ehemaliger Bahnhof | 1,690                         | Mirostowice Dolne früher Kerzdorf               | Mirostowice Dolne früher Kerzdorf               |
| ehemaliger Haltepunkt / Haltestelle | 4,300                         | Stawnik früher Teichdorf                        | Stawnik früher Teichdorf                        |
| ehemaliger Haltepunkt / Haltestelle |                               | Mirostowice Górne früher Ober Ullersdorf        | Mirostowice Górne früher Ober Ullersdorf        |
| Strecke mit Straßenbrücke |                               | Autostrada A18                                  | Autostrada A18                                  |
| ehemaliger Haltepunkt / Haltestelle |                               | Witoszyn Górny früher Ober Hartmannsdorf        | Witoszyn Górny früher Ober Hartmannsdorf        |
| ehemaliger Bahnhof | 13,279                        | Wymiarki früher Wiesau (Niederschles)           | Wymiarki früher Wiesau (Niederschles)           |
| ehemaliger Bahnhof | 17,717                        | Straszów früher Groß Seiten                     | Straszów früher Groß Seiten                     |
| Bahnhof | 23,085                        | Przewóz früher Priebus                          | Przewóz früher Priebus                          |
| Abzweig geradeaus und nach links |                               | nach Horka Nord                                 | nach Horka Nord                                 |
| ehemaliger Dienststation / Betriebs- oder Güterbahnhof |                               | (Übergabestelle)                                | (Übergabestelle)                                |
| ehemaliger Haltepunkt / Haltestelle | 26,100                        | Pattag (Potok Lubuski)                          | Pattag (Potok Lubuski)                          |
| Abzweig geradeaus und von rechts |                               | Skład Potok (ehem. Heeresmunitionsanstalt)      | Skład Potok (ehem. Heeresmunitionsanstalt)      |
| |                               |                                                 |                                                 |
| Kopfbahnhof Streckenende (Strecke außer Betrieb) | 29,900                        | Lichtenberg (b Priebus) (Przysieka)             | Lichtenberg (b Priebus) (Przysieka)             |
| |                               |                                                 |                                                 |
| Quellen: |                               |                                                 |                                                 |

Die Bahnstrecke Jankowa Żagańska–Przysieka ist eine Eisenbahnverbindung in Polen, die ursprünglich durch die Lokalbahn Aktien-Gesellschaft (LAG) bzw. deren späteres Tochterunternehmen Lausitzer Eisenbahn-Gesellschaft (LEG) erbaut und betrieben wurde. Sie zweigt in Jankowa Żagańska (Hansdorf) von der Bahnstrecke Miłkowice–Jasień ab und führt über Przewóz (Priebus) nach Przysieka (Lichtenberg) an der Oder-Neiße-Grenze zu Deutschland.

## Geschichte
Die Strecke von Hansdorf nach Priebus wurde am 1. Oktober 1895 durch die LAG mit Sitz in München eröffnet. Am 1. April 1901 wurde sie an das Tochterunternehmen Lausitzer Eisenbahn-Gesellschaft (LEG) verkauft.
Am 15. Dezember 1907 nahm die Kleinbahn Horka–Rothenburg–Priebus eine Anschlussstrecke mit einem eigenen Bahnhof in Priebus in Betrieb. Diese Betriebsstelle hieß zunächst Priebus Kleinbahnhof und ab 1939 Priebus Süd.
Die LEG erweiterte ihre Strecke schließlich noch bis Lichtenberg, die am 1. Oktober 1913 für den Reise- und Güterverkehr in Betrieb ging. In Pechern bestand seit 1909 das Braunkohlenwerk Alice, das seine Produkte nun ab Lichtenberg per Bahn versandte. Zwischen dem Bergwerk und der Verladestelle am Bahnhof gab es eine etwa zwei Kilometer lange Seilbahn, die dort das breite Tal der Lausitzer Neiße überquerte. Die geplante Weiterführung der Strecke zum Bahnhof Tschöpeln-Quolsdorf an der Bahnstrecke Sommerfeld–Muskau wurde infolge des Ersten Weltkriegs nicht mehr realisiert.
Der Fahrplan von 1914 verzeichnete vier Personenzugpaare 2. bis 4. Klasse. Drei der Züge waren von Priebus weiter nach Lichtenberg durchgebunden. Die Fahrzeit für die Gesamtstrecke betrug etwas mehr als eine Stunde.
Mit der Stilllegung des Braunkohlenwerkes im Jahr 1924 verlor die Strecke zwischen Priebus und Lichtenberg ihre Existenzgrundlage. Am 15. November 1931 endete dort auch der unbedeutende Personenverkehr.
Ab 1935 entstand in der Priebuser Heide bei Pattag eine Heeresmunitionsanstalt. Anstelle des Haltepunktes Pattag entstanden im eingezäunten Gelände ausgedehnte Anlagen für den Güterverkehr, außerhalb wurde eine dreigleisige Übergabestelle eingerichtet. Die nicht mehr benötigte Strecke von Pattag bis Lichtenberg wurde in dem Zusammenhang am 1. Februar 1936 stillgelegt und später abgebrochen.

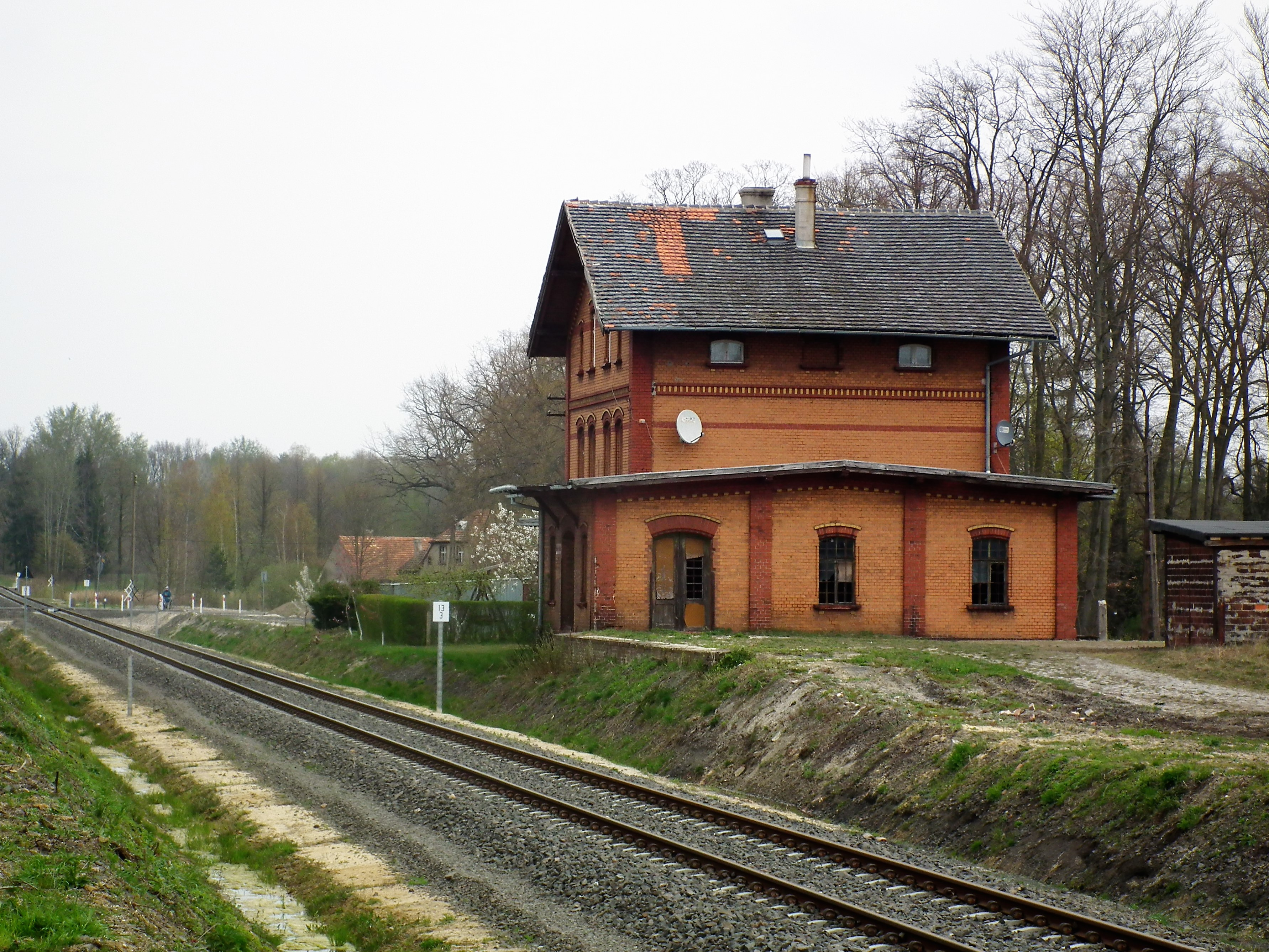
Bahnhof Wymiarki (2017)

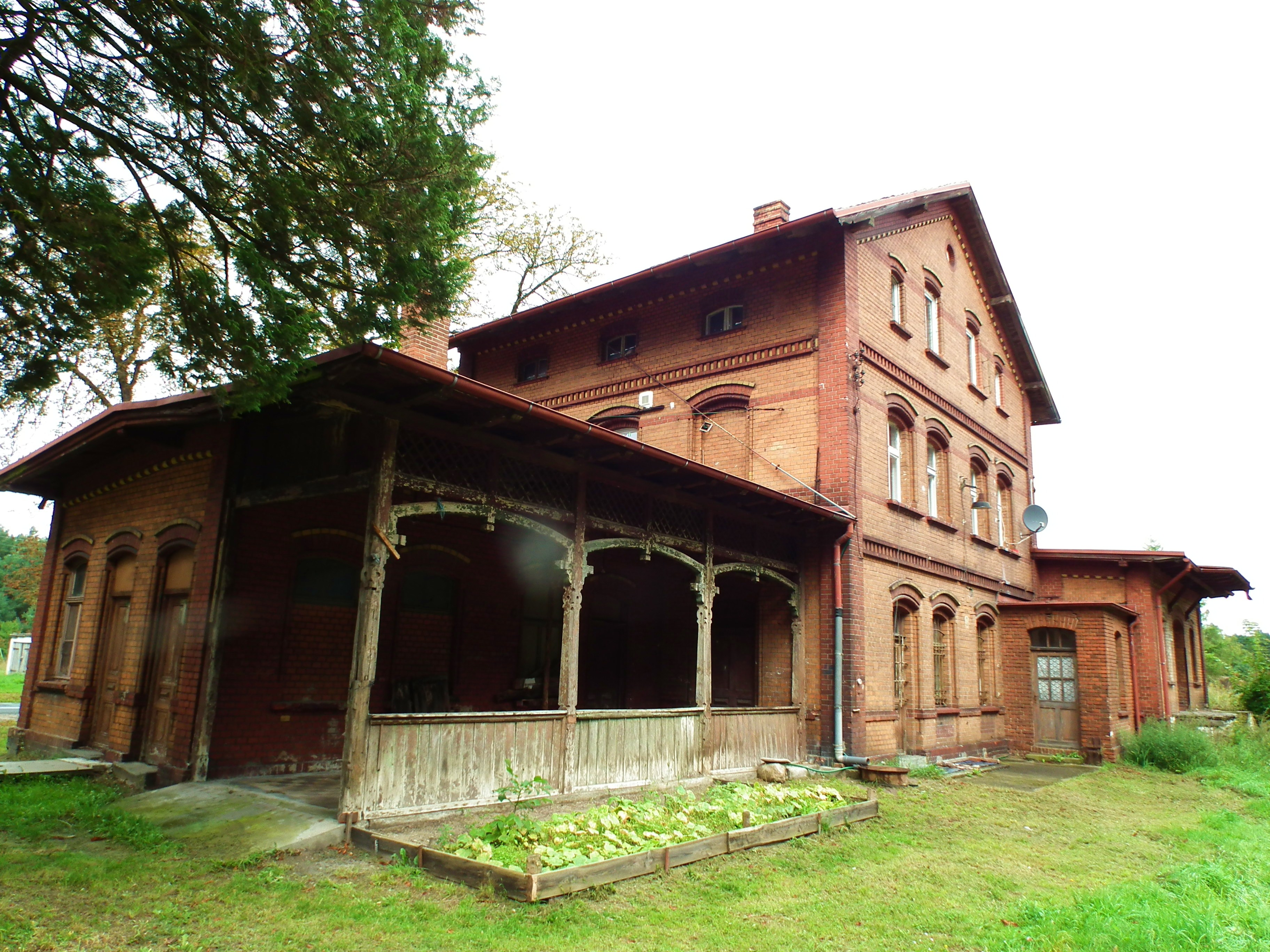
Bahnhof Przewóz (2017)

Nach der Verstaatlichung der LEG zum 1. Januar 1939 gehörte die Strecke fortan als Nebenbahn zum Netz der Deutschen Reichsbahn, Reichsbahndirektion Breslau. Der Sommerfahrplan von 1939 verzeichnete zwischen Hansdorf und Priebus drei Personenzugpaare.
Mit der Festlegung der Oder-Neiße-Linie als neue Westgrenze Polens lag die Strecke auf nunmehr polnisch verwaltetem Gebiet. Die Polnischen Staatsbahnen (PKP) nahmen den Eisenbahnbetrieb nach Kriegsende wieder auf und betrieben die Strecke von Jankowa Żagańska über Przewóz nach Sanice (Sänitz) fortan als Einheit. Die Heeresmunitionsanstalt wurde durch die Polnische Volksarmee übernommen und weiter betrieben.
Am 30. Mai 1981 endete der Reiseverkehr zwischen Wymiarki, Przewóz und Sanice. Am 2. Juni 1984 wurde der Personenverkehr ganz aufgegeben, der zum Schluss mit nur noch einem Zugpaar am Morgen abgewickelt wurde. Das Munitionslager wurde noch bis 1986 bedient. Bis in die 1990er Jahre gab es noch gelegentliche Güterzüge, danach verfiel die verkehrslose Strecke.
In den Jahren 2016 bis 2018 wurde die Strecke von Jankowa Żagańska nach Przewóz und weiter bis zum Lager der polnischen Streitkräfte bei Potok instand gesetzt. Die vom Verteidigungsministerium getragenen Kosten betrugen insgesamt 42,5 Millionen Zloty, und damit 4,5 Millionen mehr, als veranschlagt. Am 9. Dezember 2018 wurde die Strecke für den Güterverkehr wieder in Betrieb genommen.